# Sandy French
Sandy Sander French (født 13. maj 1975 i Hørmested nær Sindal, Sindal Kommune, i dag Hjørring Kommune) er en dansk journalist.
French er student fra Frederikshavn Gymnasium og HF og blev i 2002 uddannet i journalistik fra Roskilde Universitetscenter. Hun blev derefter ansat på Dagbladet Information som leder af den politiske redaktion, men kom i 2006 til Ekstra Bladet som politisk redaktør og medlem af redaktionsledelsen. 
I februar 2009 blev hun særlig rådgiver for Brian Mikkelsen i Justitsministeriet, og i februar 2010 kommunikationschef og særlig rådgiver i Økonomi- og Erhvervsministeriet. I november 2010 blev hun indlandschef i DR Nyheder, hvilket vakte opsigt grundet hendes fortid som spindoktor. Nyhedschef Ulrik Haagerup erkendte også, at ansættelsen var usædvanlig.
I april 2015 blev Sandy French, som led i en chefrokade i DR Nyheder, indholdschef og udtalte ambitionen: »Vores ambition er at være den mest tværgående chefredaktion måske endda i verden. I stedet for at udkomme med 150-200 historier om dagen, vil vi komme dybere ned og lave færre, men bedre historier, der ikke bare kommer ét sted én gang, men har en kvalitet, så de kan komme på alle platforme.
21. juni 2017 blev det meldt ud, at Sandy French ville tiltræde som nyhedsdirektør for DR Nyheder den 1. august 2017. Hun afløste Ulrik Haagerup.
I november 2023 blev hun ridder af Dannebrog.